# ۳۹ (پیش از میلاد)
۳۹ (پیش از میلاد) ۳۹مین سال قبل از تقویم میلادی است.